# Taeniophallus
Taeniophallus — рід змій родини полозових (Colubridae). Представники цього роду мешкають в Південній Америці.

## Види
Рід Taeniophallus нараховує 3 види:
- Taeniophallus brevirostris (Peters, 1863)
- Taeniophallus nebularis Schargel, Rivas & Myers, 2005
- Taeniophallus nicagus (Cope, 1868)

## Етимологія
Наукова назва роду Taeniophallus походить від сполучення слів дав.-гр. ταινια — смуга, стрічка і φαλλος — пеніс. 